# SINGLES Vol.3 (1988〜1996)
『SINGLES Vol.3 (1988〜1996)』（シングルス・ボリューム・スリー）は、日本のミュージシャン、長渕剛のベスト・アルバムである。
1997年12月10日に東芝EMI／エキスプレスよりリリースされた。また、2006年3月8日には24ビット・デジタル・リマスタリング化されて再リリースされている。
1988年から1996年までのシングル曲を全て収録している。全2枚組。

## 内容
東芝EMI時代のシングル曲を、A面、B面とも完全に収録。

## 収録曲

### DISC-1
| 全作詞・作曲: 長渕剛。 |                                                                              |           |            |                  |      |
| #                      | タイトル                                                                     | 作詞      | 作曲・編曲 | 編曲             | 時間 |
| 1.                     | 「とんぼ」                                                                   | 長渕剛    | 長渕剛     | 瀬尾一三、長渕剛 | 6:09 |
| 2.                     | 「STAY DREAM ('88 TOKYO DOME Live Version)」(初アルバム収録音源)             | 長渕剛    | 長渕剛     | 中西康晴         | 8:52 |
| 3.                     | 「激愛 」                                                                    | 長渕剛    | 長渕剛     | 瀬尾一三         | 6:26 |
| 4.                     | 「あんたとあたいは数え唄 ('88 TOKYO DOME Live Version)」(初アルバム収録音源) | 長渕剛    | 長渕剛     | 瀬尾一三、長渕剛 | 7:53 |
| 5.                     | 「しょっぱい三日月の夜」                                                     | 長渕剛    | 長渕剛     | 瀬尾一三         | 6:09 |
| 6.                     | 「いつかの少年 ('89 YOKOHAMA ARENA Live Version)」                           | 長渕剛    | 長渕剛     | 瀬尾一三、長渕剛 | 5:55 |
| 7.                     | 「JEEP」                                                                     | 長渕剛    | 長渕剛     | 瀬尾一三、長渕剛 | 3:43 |
| 8.                     | 「女よ、ごめん」(初アルバム収録音源)                                         | 長渕剛    | 長渕剛     | 長渕剛           | 4:36 |
| 9.                     | 「しゃぼん玉」                                                               | 長渕剛    | 長渕剛     | 瀬尾一三、長渕剛 | 5:56 |
| 10.                    | 「親知らず」                                                                 | 長渕剛    | 長渕剛     |                  | 5:25 |
| 合計時間:              | 合計時間:                                                                    | 合計時間: | 61:04      |                  |      |

### DISC-2
| 全作詞・作曲: 長渕剛。 |                                                                      |           |            |                  |      |
| #                      | タイトル                                                             | 作詞      | 作曲・編曲 | 編曲             | 時間 |
| 1.                     | 「巡恋歌'92」                                                        | 長渕剛    | 長渕剛     | 瀬尾一三、長渕剛 | 4:10 |
| 2.                     | 「俺らの家まで ('92 TOKYO DOME Live Version)」(初アルバム収録音源)   | 長渕剛    | 長渕剛     | 瀬尾一三、長渕剛 | 4:10 |
| 3.                     | 「RUN」                                                              | 長渕剛    | 長渕剛     | 瀬尾一三、長渕剛 | 5:33 |
| 4.                     | 「愛してるのに ('93 大阪城ホール Live Version)」(初アルバム収録音源) | 長渕剛    | 長渕剛     | 瀬尾一三、長渕剛 | 7:08 |
| 5.                     | 「人間」                                                             | 長渕剛    | 長渕剛     | 長渕剛、笛吹利明 | 6:58 |
| 6.                     | 「I love you (Acoustic Version)」(初アルバム収録音源)                | 長渕剛    | 長渕剛     | 長渕剛、笛吹利明 | 5:43 |
| 7.                     | 「友よ」                                                             | 長渕剛    | 長渕剛     | 瀬尾一三、長渕剛 | 6:18 |
| 8.                     | 「恋というもの」(初アルバム収録音源)                                 | 長渕剛    | 長渕剛     | 笛吹利明         | 6:14 |
| 9.                     | 「傷まみれの青春」                                                   | 長渕剛    | 長渕剛     | 長渕剛           | 4:55 |
| 10.                    | 「LICENSE (LIVE'95 "いつかの少年" TOKYO DOME)」                      | 長渕剛    | 長渕剛     | 長渕剛           | 6:53 |
| 合計時間:              | 合計時間:                                                            | 合計時間: | 58:02      |                  |      |

### 曲解説

#### DISC-1
1. とんぼ
TBS TVドラマ『とんぼ』主題歌。
11枚目アルバム『昭和』に収録されている楽曲はアルバムバージョンだが、こちらの楽曲はシングルバージョンである。
2. STAY DREAM ('88 TOKYO DOME Live Version)
3. 激愛
東映映画『オルゴール』テーマソング。
4. あんたとあたいは数え唄 ('88 TOKYO DOME Live Version)
5. しょっぱい三日月の夜
東映映画『ウォータームーン』テーマソング。
6. いつかの少年 ('89 YOKOHAMA ARENA Live Version)
7. JEEP
8. 女よ、ごめん
12枚目アルバム『JEEP』に『女よ、GOMEN』と言う楽曲があるがそちらの楽曲がロック調であるのに対し、こちらの楽曲はアコースティック調になっている。
9. しゃぼん玉
フジテレビ系ドラマ『しゃぼん玉』主題歌。
10. 親知らず

#### DISC-2
1. 巡恋歌'92
2. 俺らの家まで ('92 TOKYO DOME Live Version)
3. RUN
TBS系ドラマ『RUN』主題歌。
4. 愛してるのに ('93 大阪城ホール Live Version)
5. 人間
6. I love you (Acoustic Version)
7. 友よ
テレビ朝日系木曜ドラマ『炎の消防隊』主題歌。
8. 恋というもの
9. 傷まみれの青春
フジテレビ系『HEY!HEY!HEY! MUSIC CHAMP』エンディング・テーマ曲。
10. LICENSE (LIVE'95 "いつかの少年" TOKYO DOME)